# 李士麟
李士麟（?—?），四川省潼川府遂寧縣人，清朝政治人物、同進士出身。
光緒二十四年（1898年），参加光緒戊戌科殿試，登進士三甲131名。同年五月，授补用同知。